# Feromangan
Feromangan je predlegura načinjena od gvožđa, mangana i ugljenika.
Proizvodnja feromangana počinje zagrijavanjem mješavine željeznih i manganovih oksida, zajedno sa ugljenikom, obično u obliku uglja ili koksa. Topljenje se uglavnom vrši u posebnim električnim pećima (engl. submerged arc furnace), ali se može vršiti i u klasičnim visokim pećima. Oksidi prolaze kroz karbotermalnu redukciju u pećima, dajući feromangan. Udio mangana u feromanganu iznosi između 30% i 80%, a udio ugljenika između 2% i 8%.
Feromangan se najvećim dijelom koristi kao dodatak legurama pri proizvodnji drugih legura željeza, a koristi se i kao sredstvo za deoksidaciju i povratnu karbonizaciju istopljenog željeza.
Legure željeza i mangana sa manjim udjelom mangana su:
- čelično željezo (Mn 2—5%, C 3,5—4%)
- stakleno željezo (Mn 5—30%, C 4,5—5%)

## Istorija
Inženjer Lambert fon Panc u Jesenicama u tadašnjoj Austrougarskoj (danas Slovenija) uspio je 1872. godine da dobije feromangan u visokoj peći, sa značajno višim udjelom mangana nego što je to ranije bilo moguće (37% umjesto ranijih 12%). Za to je Koruška industrijska kompanija dobila brojna međunarodna priznanja, uključujući i zlatnu medalju na Svjetskom sajmu u Beču 1873. te sertifikat nagrade na Stogodišnjem sajmu u Pensilvaniji 1876. godine.